# Aegomorphus grisescens
Aegomorphus grisescens es una especie de escarabajo longicornio del género Aegomorphus,  subfamilia Lamiinae. Fue descrita científicamente por Pic en 1897.
Se distribuye por Siria y Turquía. Mide 12,4-15,1 milímetros de longitud.